# 維森丹根
维森丹根（德語：Wiesendangen）是瑞士联邦苏黎世州温特图尔区的市镇。该市镇面积为19.17平方千米，海拔高度469米，2018年12月31日人口数为6,521。

## 外部連結
- 维森丹根官方网站 （页面存档备份，存于） （德文）